# Bonao
Bonao is een stad en gemeente (130.000 inwoners) in de Dominicaanse Republiek, de hoofdstad van de provincie Monseñor Nouel. Het is een van de eerste nederzettingen die de kolonisten in het land stichtten. De eerste goudmijn werd daar ontdekt en het is ook de eerste plaats waar de kolonisten suikerriet verbouwden.
In Bonao zijn nog altijd belangrijke mijnen. Daarnaast is er landbouw, veeteelt en een behoorlijk industriële en commerciële activiteit. De belangrijkste agrarische producten zijn: koffie, cacao, rijst, yuccas, kokosnoten, bananen en sinaasappels.

## Bestuurlijke indeling
De gemeente bestaat uit zes gemeentedistricten (distrito municipal):
Arroyo Toro-Masipedro, Bonao, Jayaco, Juma Bejucal, La Salvia-Los Quemados en Sabana del Puerto.
- Library of Congress Control Number: n83017639
- MusicBrainz: 9e063195-5353-4521-9503-9c37e59bf6d2
- Nationale Bibliotheek van Israël: 987007564402405171
- Virtual International Authority File: 155972346

Azua · Bajos de Haina · Baní · Barahona · Boca Chica · Bonao · Comendador · Cotuí · Dajabón · El Seibo · Hato Mayor · Higüey · Jimaní · La Romana · La Vega · Los Alcarrizos · Mao · Moca · Monte Cristi · Monte Plata · Nagua · Neiba · Pedernales · Puerto Plata · Sabaneta · Salcedo · Samaná · San Cristóbal · San Francisco de Macorís · San José de Ocoa · San Juan · San Pedro de Macorís · Santiago · Santo Domingo de Guzmán · Santo Domingo Este · Santo Domingo Norte · Santo Domingo Oeste